# Georges Amanieu
Georges Jean Joseph Amanieu (* 27. März 1934 in Paris; † 28. Mai 2016 in L’Union, Département Haute-Garonne) war ein französischer Fußballspieler.

## Karriere
Amanieu begann seine Laufbahn beim FC Toulouse, wo er 1956 mit 22 Jahren in die Erstligamannschaft aufgenommen wurde. Auch wenn er in dem Team keine große Rolle spielte und lediglich vier Einsätze verbuchte, konnte er im ersten Jahr als Profi seinen größten Erfolg feiern, als er mit seiner Mannschaft die Coupe de France und damit den nationalen Pokalwettbewerb gewann. Beim Finale stand er allerdings nicht auf dem Platz. Nachdem er in der zweiten Hälfte der Spielzeit 1957/58 an den Zweitligisten Red Star Paris ausgeliehen worden war und sich dort einen Stammplatz erkämpft hatte, konnte sich Amanieu auch bei Toulouse durchsetzen. Der Spieler, der mit körperlichen Problemen zu kämpfen hatte, schaffte es nicht, die Position in der ersten Elf dauerhaft zu sichern und kehrte Toulouse infolgedessen 1960 den Rücken.
Im Ligakonkurrenten FC Nancy fand er einen neuen Arbeitgeber, der regelmäßiger auf ihn setzte und mit dem Amanieu 1962 der Sprung ins Pokalfinale gelang. Zwar wurde er, anders als zuvor in Toulouse, beim Endspiel eingesetzt, doch musste er eine 0:1-Niederlage seiner Mannschaft gegen die AS Saint-Étienne hinnehmen. Ein Jahr später erlitt er mit dem Klub darüber hinaus den Abstieg in die zweite Liga. Amanieu entschied sich zunächst, seinem Verein treu zu bleiben, verließ diesen aber doch, als 1964 der zweite Abstieg in Serie folgte.
Stattdessen kehrte der Profi in die höchste französische Spielklasse zurück, als er im selben Jahr beim FC Sochaux unterschrieb. Für Sochaux lief er zunächst regelmäßig auch, obwohl das erste Jahr von viel Rotation bestimmt war. Weil die Verantwortlichen in der zweiten Saison vor allem auf junge Akteure setzten, entschied sich der 32-jährige Amanieu für einen Wechsel zum Zweitligisten FC Grenoble. Dort avancierte er für die Spielzeit 1966/67 zum Stammspieler, verpasste aber mit der Mannschaft den Aufstieg, sodass er 1967 nach 182 Erstligapartien und fünf -toren sowie 83 Zweitligapartien und vier -toren seine Profilaufbahn beendete. Ein Jahr darauf kehrte er für ein Engagement beim unterklassigen Verein SO Châtellerault kurzzeitig in den Fußball zurück. Als er dies 1969 beendete, verschwand Amanieu völlig aus dem Sportgeschehen.